# Volodymyr Gomeniuk
Volodymyr Gomeniuk, né le 3 janvier 1985 à Lviv, est un coureur cycliste ukrainien.

## Palmarès et résultats

### Palmarès par année
- 2011
  - 4e étape du Baltic Chain Tour
  - 4e étape du Tour de Ribas
- 2013
  - 3e du Mémorial Oleg Dyachenko

### Classements mondiaux
| Année           | 2011   | 2012 | 2013 |
| --------------- | ------ | ---- | ---- |
| UCI Europe Tour | 1 283e | 459e | 635e |